# Maria Basile
Maria Basile (Napoli, 7 dicembre 1954) è un'attrice italiana.

## Biografia
Vedova di Mario Scarpetta nonché madre di Eduardo, lavora tra l'altro nelle riduzioni di alcune commedie di Eduardo Scarpetta quali 'O scarfalietto, Tre pecore viziose e 'O miedeco dei pazzi e in Viva gli sposi di Mario Scarpetta.
Conduce anche un'intensa attività per il cinema e la televisione. Dal 1996 al 1998 veste i panni di Maria Boschi nella soap opera di Rai 3 Un posto al sole. Vi torna, per brevi periodi come guest star, nel 1999, 2002, 2003, 2004 e 2013. Altro ruolo importante lo ottiene in Blues metropolitano e nella fiction Anni '50. Nel 2010 è stata impegnata nello spettacolo teatrale Se tocco il fondo... sfondo di e con Simone Schettino.

## Filmografia

### Cinema
- Blues metropolitano, regia di Salvatore Piscicelli (1985)
- Senza amore, regia di Renato Giordano (2007)
- Fortapàsc, regia di Marco Risi (2009)
- Un giorno all'improvviso, regia di Ciro D'Emilio (2018)

### Televisione
- Quaderno proibito, regia di Marco Leto – miniserie TV (1980)
- L'ingranaggio, regia di Silverio Blasi – miniserie TV (1988)
- Un posto al sole, registi vari – soap opera (1996-1998, 1999, 2002, 2003, 2004, 2013)
- Anni '50, regia di Carlo Vanzina – miniserie TV (1998)
- Il commissario Ricciardi, regia di Alessandro D'Alatri – serie TV, episodio 1x02 (2021)
- I bastardi di Pizzofalcone, regia di Monica Vullo – serie TV, episodio 3x02 (2021)
- Le fate ignoranti, regia di Ferzan Özpetek – serie TV, episodio 7 (2022)
- Mina Settembre, regia di Tiziana Aristarco – serie TV, episodio 2x03 (2022)
- La vita che volevi, regia di Ivan Cotroneo – serie TV, episodi 1x02-1x05 (2024)